# Martyna Łukasik
Martyna Łukasik (Gdansk, 26 de noviembre de 1999) es una voleibolista polaca que juega como opuesta en el club italiano Imoco Volley Conegliano y en la selección polaca, junto a la cual participó en los juegos olímpicos de 2024, entre otras competencias.

## Carrera

### Clubes
La carrera de Martyna Łukasik comenzó en el equipo juvenil de Jasieniak en 2012; en 2013 estuvo en el equipo juvenil de Gedania . En la temporada 2016-17 se trasladó al Atom Trefl Sopot jugando tanto en el equipo juvenil como en la Liga Siatkówki Kobiet. Al año siguiente vistió la camiseta del Trefl Proxima Kraków .
En la temporada 2018-19 fue fichada por el Chemik Police, también de la primera división polaca. Con este equipo ganó tres Copas de Polonia, el premio a la MVP en la edición 2018-19, dos Supercopas de Polonia, el reconocimiento como mejor jugadora en la temporada 2023, y cuatro campeonatos polacos.
Para la temporada 2024-25 se trasladó a Italia para vestir la camiseta del Imoco de la Serie A1 .

### Selección nacional
En el periodo comprendido entre 2015 y 2017 fue convocada a la selección polaca sub-20, mientras que en 2016 fue convocada tanto para la selección sub-18 como para la sub-19.
En 2018 recibió sus primeras convocatorias a la selección mayor, con la que obtuvo la medalla de bronce en la Liga de Naciones de Voleibol 2023, siendo reconocida además como la mejor atacante del evento. También formó parte del seleccionado nacional en la siguiente edición de la VNL, donde Polonia obtuvo el tercer puesto. 

## Palmarés

### Club
- Campeonato polaco: 4

2019-20, 2020-21, 2021-22, 2023-24
- Copa de Polonia: 4

2018-19, 2019-20, 2020-21, 2022-23
- Supercopa polaca: 2

2019, 2023

### Premios individuales
- 2019 - Copa de Polonia : MVP
- 2023 - Liga de Naciones de Voleibol : Mejor atacante
- 2023 - Supercopa de Polonia : MVP